# Cueva de Bencomo
La cueva de Bencomo o de Tamaide es una cueva volcánica natural localizada en la isla de Tenerife —Canarias, España— que fue utilizada por los guanches, primeros pobladores de la isla, por lo que constituye un yacimiento arqueológico. 
Su importancia radica además en que ha sido identificada tradicionalmente como la morada de Bencomo, mencey o rey de Taoro antes de la conquista europea de la isla, aunque subsiste entre los expertos la controversia sobre si en verdad fue o no la vivienda de dicho personaje.
Ubicada en el barranco del Pino, límite natural entre los municipios de Santa Úrsula y La Orotava, fue declarada Bien de Interés Cultural por el Gobierno de Canarias en el año 1986.

## Descripción
Se trata de un conjunto formado por dos grandes cavidades basálticas unidas por un pasadizo, abiertas a 350 m s. n. m. en el margen derecho del barranco del Pino, en la ladera de Tamaide o de Santa Úrsula que cierra el valle de La Orotava por el este.
La primera estancia mide 3 metros desde la boca al fondo, 6 metros de largo y poco más de 2,5 metros de alto, entrándose en ella por un pórtico irregular. La segunda cavidad mide unos 8 metros de largo, siendo las demás dimensiones similares a la anterior, y se halla abierta por su lado occidental hacia el barranco. Ambos cuerpos se hallan unidos mediante un pasadizo estrecho que mide 2,5 metros de largo y 0,8 metros de alto. Desde la segunda cavidad se accede a través de un arco natural a otra estancia más estrecha y abierta.
Además de las cuevas, el conjunto está formado por tres abrigos naturales reutilizados para guardar ganado en época histórica. Próxima a las cuevas se halla la fuente de Tamaide.

## Hallazgos arqueológicos
Entre 2017 y 2018 se llevaron a cabo trabajos de limpieza y excavaciones arqueológicas en la cueva, hallándose restos de cerámica, animales —dientes de cerdo y cabra, lapas y paladares de pescado— y carbones, así como herramientas de obsidiana y cuentas de collares. Asimismo, los arqueólogos encontraron marcas labradas en las paredes de la cueva que sugieren la existencia de sistemas de cerramiento de las mismas, lo que constituye la primera vez que se localiza este tipo de evidencia en la arqueología tinerfeña, aunque no se ha constatado que se adscriba a la época aborigen.